# Boulevard Diderot
Pour les articles homonymes, voir Mazas.
Le boulevard Diderot, anciennement nommé boulevard Mazas (1854), est une voie située dans les quartiers des Quinze-Vingts et de Picpus du 12e arrondissement de Paris.

## Situation et accès

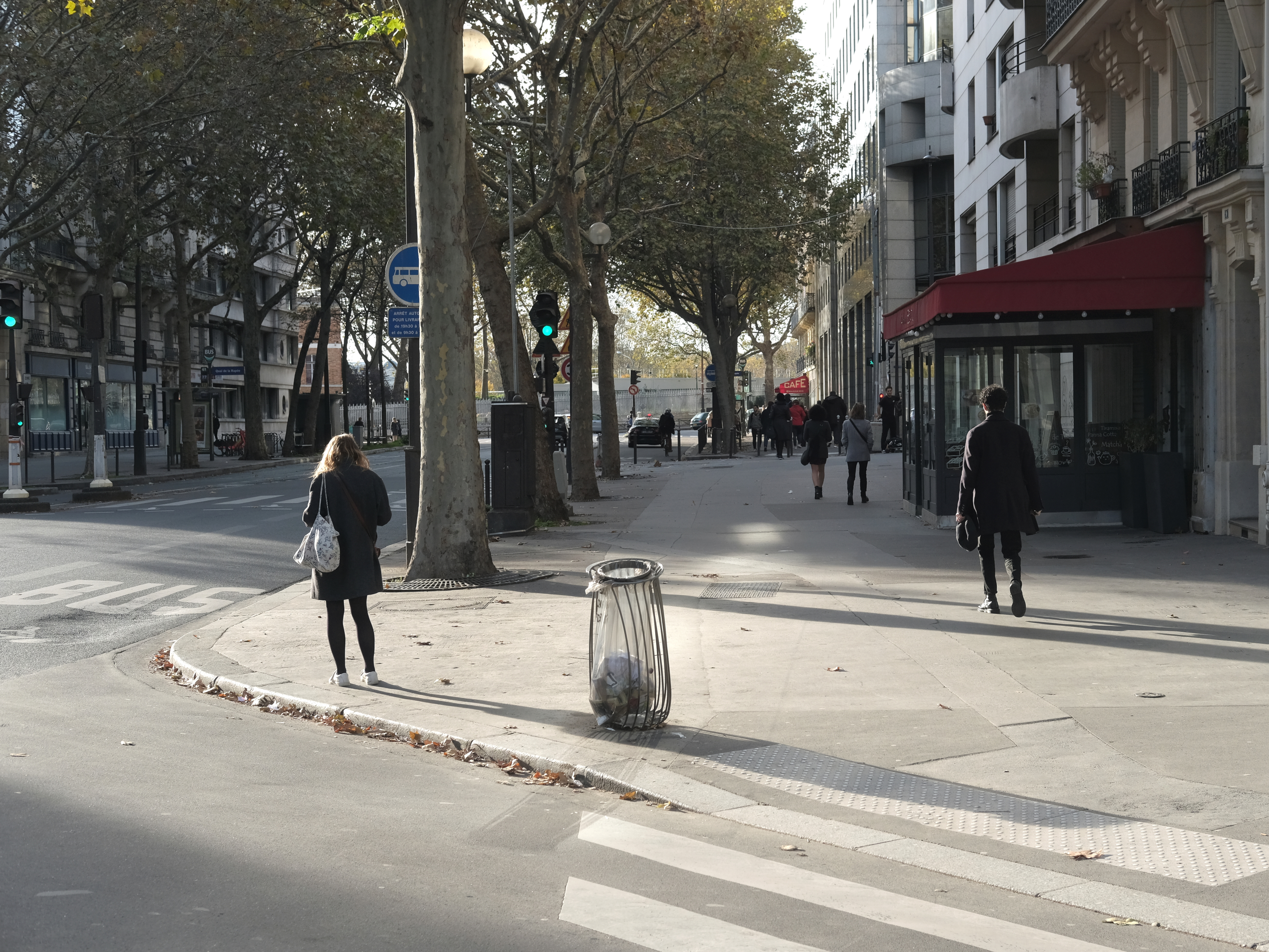
Le boulevard Diderot à proximité de son extrémité sud-ouest, le quai de la Rapée.

Le boulevard Diderot est globalement orienté ouest-est, du quai de la Rapée à la place de la Nation.
Le boulevard Diderot est accessible par les lignes de métro 1, 2, 6 et 9 à la station Nation, 1 et 8 à Reuilly - Diderot, 1 et 14 à Gare de Lyon et 5 à Quai de la Rapée.

## Origine du nom
La dénomination de la voie est un hommage à Denis Diderot (1713-1784), écrivain, philosophe et encyclopédiste.

## Historique
Une ordonnance royale du 15 octobre 1814, les plans d'un boulevard, d'une largeur de 31,80 mètres, reliant la place Mazas à la place du Trône sont adoptés. La rue est nommée en l’honneur du colonel Jacques François Marc Mazas (1765-1805). La rue, comme la place toujours ainsi dénommée, est proche du pont d'Austerlitz, ce qui rappelle que le colonel était mort à la bataille d'Austerlitz. Cette ordonnance indique que le boulevard doit être réalisé aux frais de la ville.
L'ordonnance royale du 15 octobre 1814 porte ce qui suit :

« 

- Article 1er.

La promenade publique projetée le long de la place Mazas en face du pont du Jardin-du-Roi, dont la formation avait été ordonnée par décret du 24 février 1811 est définitivement supprimée.
- Article 2.

La portion de terrain acquise du sieur Sellier pour la formation de la dite promenade supprimée par l'article précédent, sera vendue par adjudication publique, par devant le préfet du département de la Seine, suivant les formes accoutumées, au profit de notre bonne ville de Paris.
- Article 3.

La direction d'un boulevart qui doit joindre les deux places Mazas et du Trône, et dont l'axe unique et rectiligne vient aboutir au centre de cette dernière place, est adoptée, conformément au projet approuvé par notre directeur des ponts-et-chaussées. Les travaux resteront néanmoins ajournés jusqu'à ce que la ville de Paris, qui doit supporter la dépense à faire pour la formation du boulevart, ait acquitté les indemnités des diverses propriétés à acquérir pour son exécution, au moyen des fonds qui pourront être alloués dans son budget, tant pour les indemnités que pour les travaux.
- Article 4.

Toute construction nouvelle sur l'emplacement que doit occuper ce boulevart est interdite à compter de ce jour, mais cette interdiction ne pourra point préjudicier aux propriétaires des terrains situés sur la ligne du projet approuvé, et ceux qui se croiraient lésés auront la faculté de contraindre la ville de Paris à faire l'acquisition de leurs propriétés, d'après une expertise contradictoire, et conformément à la loi du 8 mars 1810, etc.
Signé Louis »

Le projet n'aboutit pas et une nouvelle ordonnance royale est prise le 29 octobre 1845 pour déclarer d'utilité publique la création d'une rue de 15 m de large, dite « rue Mazas » : 

« Article 1er. L'ordonnance royale du 15 octobre 1814 qui a mis à la charge de la ville l'ouverture du boulevard Mazas destinée à mettre en communication la place Mazas et celle de la barrière du Trône, est et demeure rapportée dans toutes ses dispositions. Le boulevard Mazas sera remplacé par une rue de quinze mètres de largeur dont le côté droit doit être celui du boulevard, et le côté gauche une ligne parallèle à quinze mètres de distance. L'ouverture de cette rue nouvelle sera à la charge de la ville de Paris […]. »

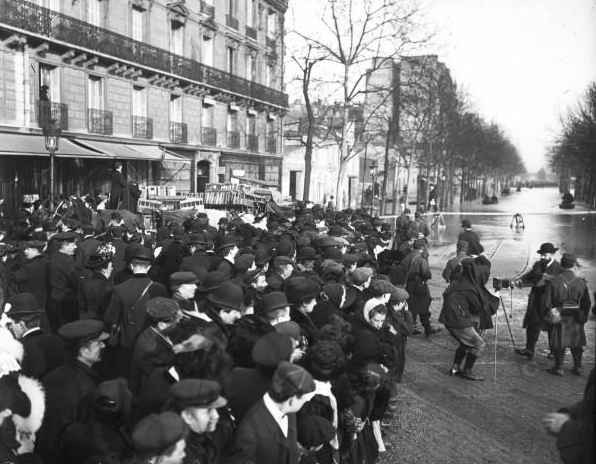
Le boulevard Diderot lors de l'inondation de 1910.

En 1847, l'embarcadère de Lyon (gare de Lyon) est ouvert par la Compagnie du chemin de fer de Paris à Lyon en bordure de la rue Mazas comme le souhaitait la ville. Une autre  ordonnance royale du 27 novembre 1847 autorise la création de la rue de Lyon et l'élargissement de la rue Mazas à 31,80 m entre la place Mazas et le quai de la Rapée et le croisement des rues Legraverend et des Charbonniers (actuelle rue Hector-Malot).
La largeur de la rue est harmonisée jusqu'à la place du Trône par un décret du 9 juillet 1850. Cet axe majeur du 12e arrondissement est réalisé par le baron Haussmann en 1853. La prison Mazas, dite « prison de la nouvelle Force », se trouvait sur ce boulevard de 1850 à 1898.
La voie est renommée par l'arrêté du 16 août 1879.
Le 30 janvier 1918, durant la première Guerre mondiale, le no 107 boulevard Diderot est touché lors d'un raid effectué par des avions allemands. Lors du raid du 1er avril 1918, une bombe tombe à l'angle du boulevard Diderot et de la rue de Reuilly.

## Bâtiments remarquables et lieux de mémoire
- Le boulevard rencontre le viaduc des Arts au croisement de l'avenue Daumesnil.
- La gare de Lyon.
- La prison Mazas qui était située face à la gare de Lyon tirait son nom du boulevard Mazas ; elle fut détruite à l’occasion de l’Exposition universelle de 1900.
- No 2 : siège de la direction générale de l'Administration et de la Fonction publique[8].
- No 13 : entrée d’un immeuble (12, rue Traversière et 213, rue de Bercy aussi : bâtiment unique d’une parcelle triangulaire) ; cet ancien hôtel Massilia est dû à l’architecte Marcel Oudin.
- No 21 bis : immeuble faisant angle avec la rue de Lyon, dû à l'architecte Abel Barré.
- Au nos 44 et 46, immeuble de 1910 (architecte Maurice Bignand[9]; entrepreneur E. Hatton).
- Au croisement avec la rue Chaligny (no 26), la caserne Chaligny de la brigade de sapeurs-pompiers de Paris.
- Au no 55, siège de l'Assistance publique - Hôpitaux de Paris (APHP).
- Au no 127, le siège de l’ancienne maison de confection Bourret spécialisée dans la mode pour enfants et hommes, édifiée en 1913[10].
- Au no 133, le cinéma MK2 Nation, ouvert en 1912 sous le nom de Le Brunin et devenu après les années 1950 Le Trois Nation.
- Au no 135, l'hôtel Le Paradiso, ouvert début 2021 par Elisha et Nathanaël Karmitz, communique avec le cinéma voisin et présente la particularité de proposer une loge privative surplombant la salle ainsi que des chambres (34 et deux suites), dont chacune peut se transformer en salle de projection privée[11].
- Au no 141, une façade factice cache un poste de redressement RATP.

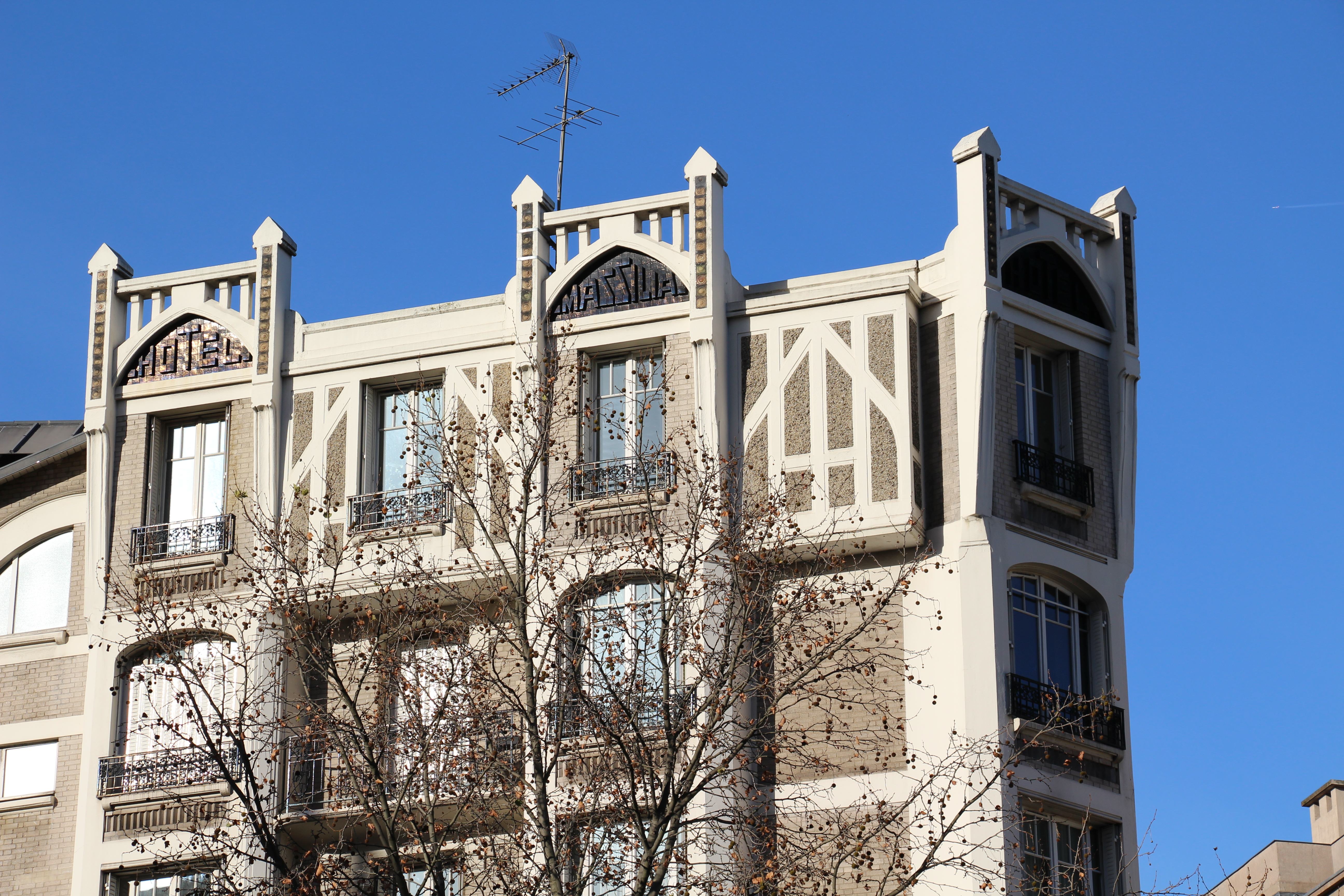
no 13 : ancien hôtel Massilia (architecte Marcel Oudin).
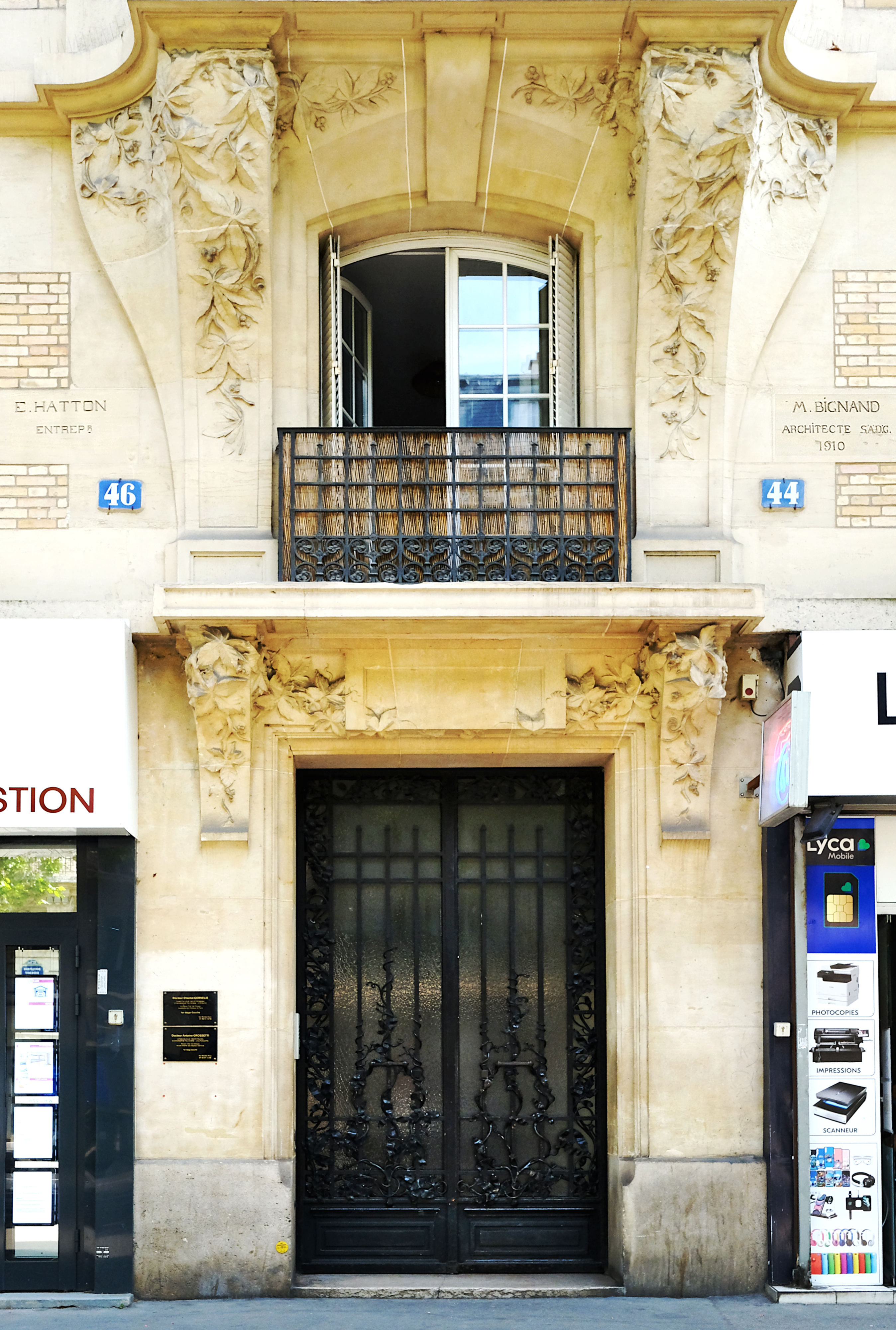
N°44 et 46 : immeuble de 1910 (architecte Maurice Bignand).
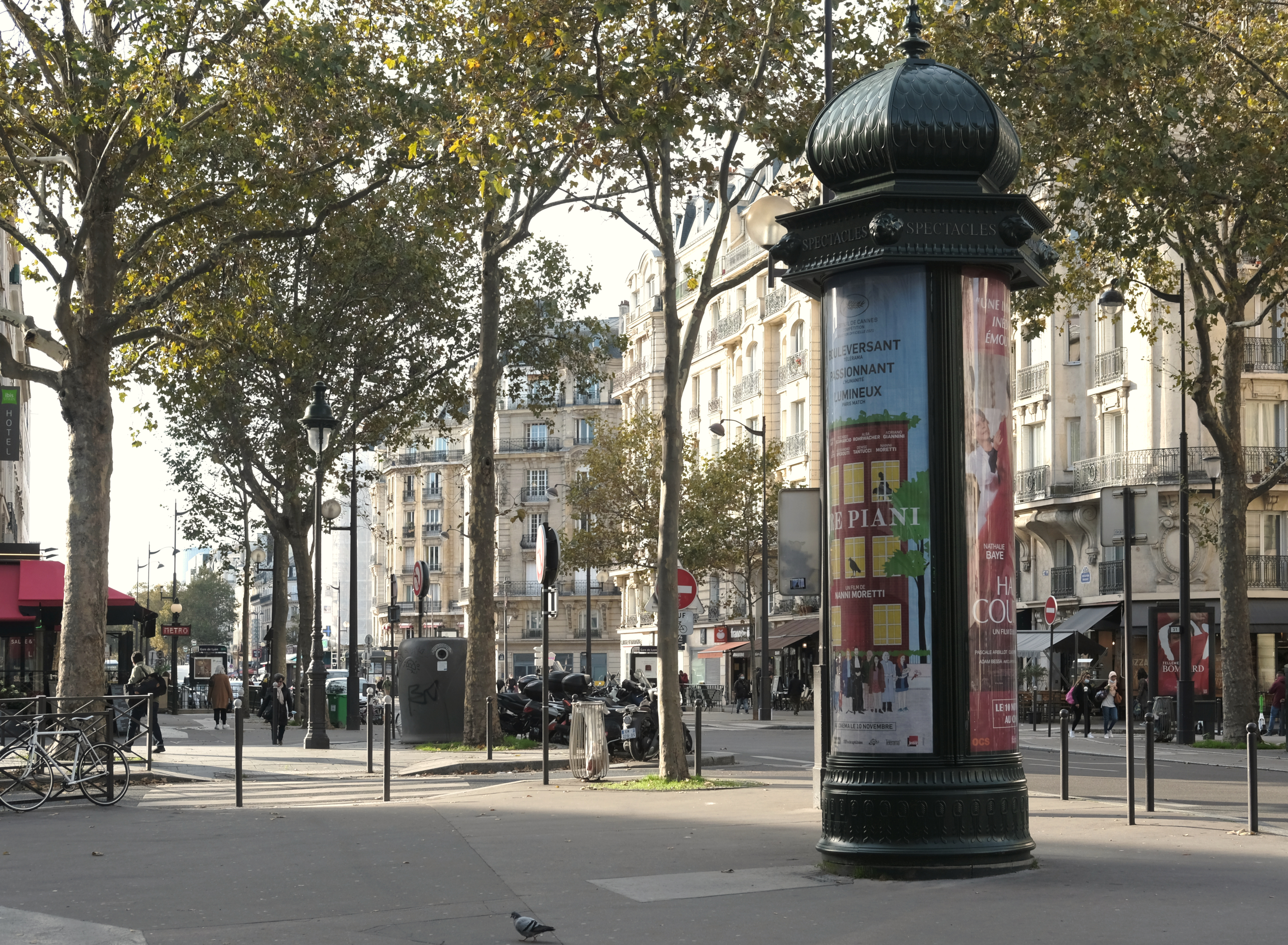
Colonne Morris à proximité de la gare de Lyon.